# Природоисторически музей (Виена)
Природоисторическият музей (на немски: Naturhistorisches Museum) във Виена, Австрия е сред най-големите музеи в Австрия.
Открит е за посетители на 10 август 1889 г. Колекциите са експонирани на площ от 8700 m². Най-ранните колекции са на над 250-годишна възраст. 20 милиона експоната са научно запазени от 2006 г.
Известните и незаменими експонати, например от 25 000 година Венера от Вилендорф, както и скелет на динозавър Diplodocus (най-дългото земно гръбначно животно живяло някога), плюс изчезнали животински и растителни екземпляри от 200 години, като морската крава Стелерс (немски: Stellers Seekuh) са представени в 39 зали.
Някои експонати са допълнително онагледени чрез триизмерен снимков материал, късометражни филми, камери и екрани за групово наблюдение на микроскопични обекти и пчелен кошер, както и машини на времето представящи етапите на еволюцията. Съвременното представяне на изложбата с помощта на модерната технология е осъществено без разрушаване на старинната конструкция на сградата.

## История
Основателят на колекцията на природоисторическия музей — Франц Щефан фон Лотринген, съпруг на Мария Тереза, купува през 1750 г. най-известната колекция в света по онова време от Йохан Ритер фон Балоу. Колекцията наброява 30 000 обекта, между които редки охлюви, корали, раковини, както и скъпоценни камъни и минерали. Дори тогава колекцията е подредена по научни критерии.
С течение на времето колекцията става толкова обширна, че помещенията на замъка Хофбург вече не предлагат достатъчно място. Сегашната музейна сграда е открита в 1889 г., когато е открита и нейната сграда-близнак - музея на историята на изкуствата. Двете здания са с идентичен екстериор и са с лице едно към друго на площад Мария Тереза, намиращ се на Рингщрасе. Двата музея са построени в стил неоренесанс между 1872 и 1891 г. според планове, изготвени от Готфрид Семпер и Фрайхер Хазенауер.
По време на Холокоста музеят се обогатил с вещи принадлежащи на евреи. И до днес някои от тях се намират в музея, тъй като връщането им на наследниците и близките по силата на закона за реституцията от края на 1990 г. е бавен процес.

## Дизайн
В центъра на сградата е куполът висок около 60 m представящ гръцкия бог Хелиос, а на перилата на стълбите са поставени статуи на известни учени. По стените в помещенията могат да се видят над 100 маслени картини от известни художници с мотиви от света на науката.
Интериорът на сградата, орнаменталната декорация, обзавеждането и ценните експозиции правят музея „музей на музеите“ за културно-историческо съхранение.

## Отдели
- Минералогичен отдел
- Геологично-палеонтологичен отдел
- Ботанически отдел

1. Зоологичен отдел (гръбначни)
2. Зоологичен отдел (насекоми)
3. Зоологичен отдел (безгръбначни)

- Археологична биология и антропология
- Праисторически отдел
- Отдел по екология
- Архив за история на науката

### Минералогичен отдел
Ресурси: 150 000 обекта, от които 15% са изложени.
Особено обширна е колекцията от метеорити. Тази колекция е най-голямата в световен мащаб и съдържа много обекти с историческо и научно значение. Колекцията е най-старата в света (1778).
Емблематичен за музея експонат е цветния букет от скъпоценни камъни. Букетът се състои от 61 цвята украсени с 2100 диаманти и 761 други скъпоценни и полускъпоценни камъни. Листата на цветята са от зелена коприна, която е доста повредена.

### Ботанически отдел
- Колекция дърво: 6500 предмета
- алкохолни препарати: 2000
- плодове и семена

- Birds room
- Birds room
- Pirarucu of Amazonas River / Brazil
- Amphibian rooom

### Гръбначни
- колекция риби
  - 500 000 алкохолни препарата
  - 1800 скелета
  - 2000 препарирани животни

- колекция птици
  - 90 000 пера
  - 10 000 препарирани животни
  - 7000 скелети
  - 10 000 яйца
  - 1000 гнезда

- колекция бозайници
  - 70 000 експоната

- археологическо-зоологическа колекция
  - 350 археологически комплекси
  - 350 скелета
  - 1300 черепа

- молекулярна систематика
  - 9000 тъкани и кръвни проби

### Антропологичен отдел
- колекция рентгенови изображения (прибилзително 2600)
- колекция отливки около 2000 обекта
- Фотоархив (повече от 50 000 инвентарни номера, вкл. 8000 стъклени панела)

### Праисторически отдел
Колекцията съдържа предмети от:
- палеолита
- неолита
- бронзовата епоха
- желязната епоха

### Архиви по история на науката
Архивът е разделен на 5 отдела с общо над 1 млн. обекта:
1. административен архив, колекции и документация на историята на музея
2. писма
3. картини (живопис, акварел, графика, молив и други графики)
4. фотоколекция и колекция от негативи на стъклени плочки (исторически снимки и стъклени плочи)